# Ancien collège des jésuites de Rodez
L'ancien collège des Jésuites est un ensemble de bâtiments historiques constituant le lycée Foch de Rodez, en Aveyron, département de la région Midi-Pyrénées, en France. De ce collège subsistent une chapelle, un bâtiment et une fontaine.

## Histoire
En 1562 le cardinal Georges d'Armagnac, évêque de Rodez, entreprend de fonder un collège. La construction est confiée à l'architecte ruthénois, Hugues de Bramarigues. La construction dure de 1619 à 1649 et son emprise correspond à l'actuelle place Ferdinand Foch entourée de bâtiments religieux et séculiers, la maîtrise d'œuvre et l'administration ayant été confié aux jésuites.
À leur habitude les jésuites qui exercent leur influence par le développement de la connaissance et la diffusion du savoir dans les classes dirigeantes de la société, en font un collège renommé jusqu'à ce qu'ils en soient expulsés en 1769. Le collège devient un collège royal. 
Au fil des changements de régimes, le collège a changé de nom, École centrale, Lycée impérial, etc. mais il a su conserver un haut niveau de savoir qui lui ont permis de maintenir sa renommée.
La chapelle est classée au titre des monuments historiques depuis 1927.

## Rayonnement
Plusieurs personnages célèbres ont étudié dans l'établissement qui est maintenant le lycée Foch.
outre quelques célébrités locales on retiendra les noms de : 
- Pierre Joseph Bonnaterre (1752-1804), naturaliste
- Henri Fabre (1823-1915), entomologiste
- Maréchal Foch (1851-1929), maréchal de France, de Grande-Bretagne et de Pologne
- Paul Ramadier (1888-1961), président du Conseil
- Pierre Soulages (1919-2022), artiste peintre

## Chapelle

### Plan
L'architecte a repris le principe de construction de l'église de Gèsu, voulue par saint Ignace de Loyola lors de son installation à Rome
L'église offre un plan en croix latine de forme longitudinale. La nef est constituée de trois travées carrées.   Le transept est peu saillant. À la croisée on trouve une coupole sans tambour l'édifice étant assez petit pour que le chœur ne nécessite pas d'éclairage supplémentaire. Les collatéraux sont remplacés par un déambulatoire sur lequel s'ouvrent de petites chapelles offrant de nombreux espaces pour les dévotions personnelles, les chapelles rayonnantes du chœur étant réservées aux services journaliers des religieux.
Le chœur, très peu profond, se réduit à une simple abside recouverte d'une voûte en berceau.  Elle est fermée par le maître-autel tridentin réservant à l'arrière un espace pratiquement clos où sont installées les stalles pour le service religieux.
À cause de l'importance que les Jésuites donnaient à la prédication, la chaire est accrochée sur le premier pilier, près du public influent. Pour les jours de grande affluence, fêtes religieuses, et surtout les prédications du Carême, des tribunes sont aménagées au-dessus des deux premiers carrés. Celle qui traverse la nef, supporte un orgue assez important, l'étude de la musique étant un l'enseignement souvent dispensé par les Jésuites.

### Style
À L'extérieur le style est adapté du modèle baroque italien : 
- La façade ouest est décorée de deux ordres superposés. Le deuxième niveau est percé d'un grande ouverture en demi cercle. Il s'appuie sur deux clochers carrés qui renferment les escaliers conduisant aux tribunes et à la charpente.
- Sur la façade, on ne trouve que deux niches abritant de part et d'autre du porche, les statues de saint Ignace de Loyola fondateur de la Compagne de Jésus, et du principal prosélyte, saint François-Xavier, missionnaire en extrême orient.
- La porte à panneaux et motifs sculptés est entourée d'une grande gorge à bossages avec archivoltes portées par des pilastres.

À l'intérieur, le style reste simple :
- Les travées sont séparées par des arcs doubleaux reposant sur des pilastres corinthiens.
- Les caissons des voûtes en bois sont ornés de peintures.
- Chaque travée, au deuxième niveau, est percé d'une fenêtre éclairant largement la nef.

## Bâtiment de la galerie de l'ancien lycée
Le bâtiment de la galerie de l'ancien lycée date du 2e quart du XVIIe siècle. Il est inscrit au titre des monuments historiques par arrêté du 4 octobre 1973.

## Fontaine de Vors
Contre le mur extérieur de la chapelle, place Foch, la fontaine de Vors, de Pierre Denys Puech, est inscrite au titre des monuments historiques par arrêté du 4 octobre 1973.

## Galeries

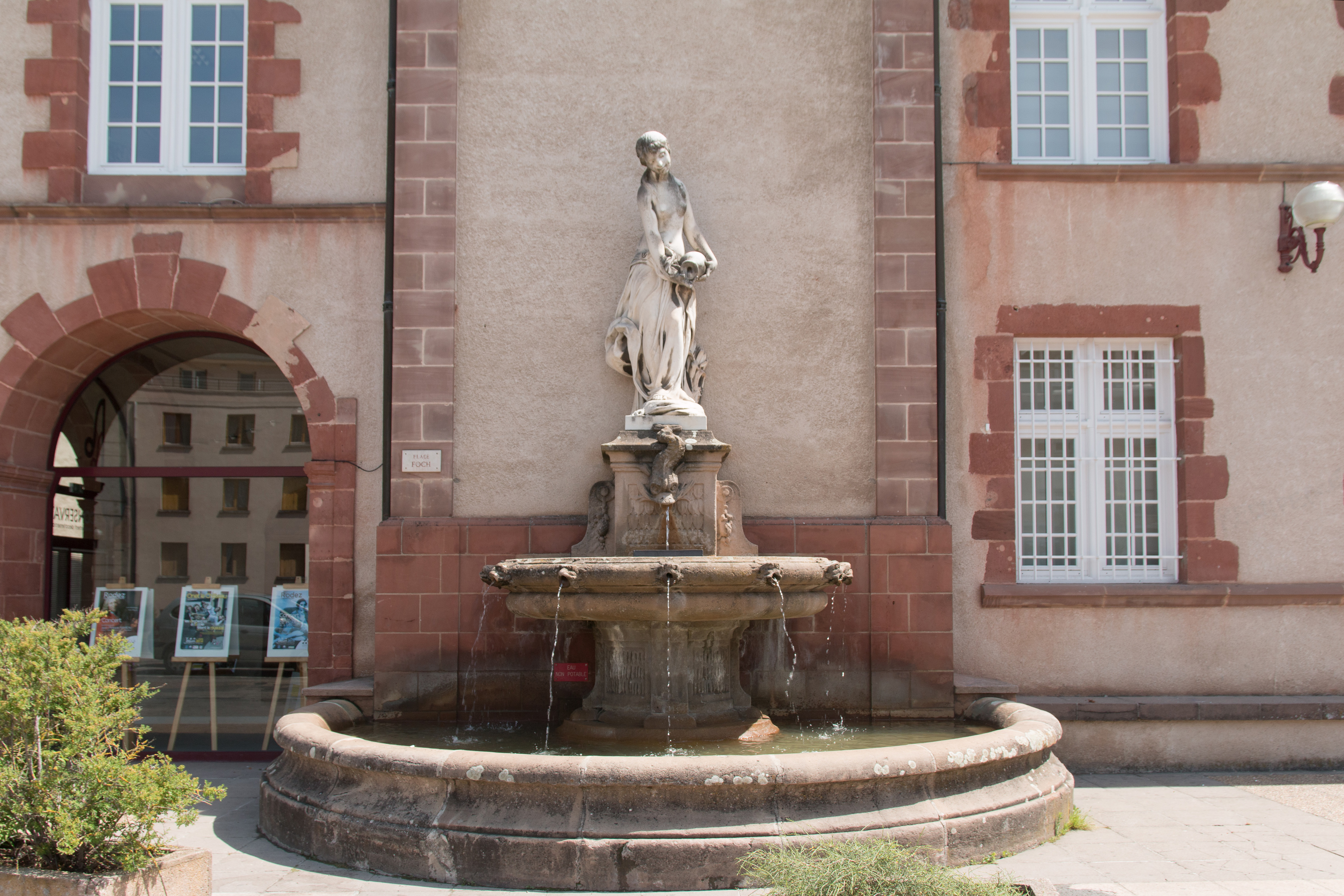
La Naïade de Vors